# Stephen Jay Gould
Stephen Jay Gould (10. srpnja 1941. – 20. svibnja 2002.) je bio američki paleontolog, evolucijski biolog, i povjesničar znanosti.

## Životopis
Gould je bio jedan od najutjecajnijih i najčitanijih pisaca popularne znanosti svoje generacije. Iako je rođen kao Židov, nije prakticirao nikakvu organiziranu religiju; iako je odgojen u duhu socijalizma, nije postao aktivni socijalist. Istupao je protiv onog što je vidio kao kulturno tlačenje u bilo kojem obliku, naročito protiv pseudoznanosti u službi rasizma.
Radio je na Harvardskom sveučilištu od 1967., nakon doktorata na Sveučilištu Columbia. Pred kraj života je radio kao profesor zoologije na tom sveučilištu.
Stephen Jay Gould je poznat među najširom intelektualnom publikom po svojim zbirkama eseja (originalno objavljivanih jednom mjesečno u časopisu Natural History), i nekoliko drugih knjiga, od kojih je na hrvatski prevedena Mismeasure of Man (1981.) kao Čovjek po mjeri (2003.).
Skoro istodobno s iznenadnom smrti Goulda, objavljen je veliki njegov rad Structure of Evolutionary Theory, u kojem sumira povijesni razvoj i trenutno stanje teorije evolucije, a iznosi i svoja gledišta; za razliku od popularnih knjiga, usmjerena je prema stručnoj publici.
Osim proučavanja puževa Cerion na Bahamima i pisanja, Gould je bio veliki zaljubljenik u bejzbol.

## Djela

### Stručni radovi
- Ontogeny and Phylogeny (Harvard University Press, 1977), ISBN 0-674-63940-5
- The Structure of Evolutionary Theory (Harvard University Press, 2002), ISBN 0-674-00613-5

### Popularne knjige
- The Mismeasure of Man (W.W. Norton, 1981; prerađeno 1996), ISBN 0-393-03972-2; prevedeno kao Čovjek po mjeri (Jesenski & Turk, 2003), ISBN 953-222-140-9
- Time's Arrow, Time's Cycle (Harvard University Press, 1987), ISBN 0-674-89198-8
- Wonderful Life: The Burgess Shale and the Nature of History (W.W. Norton, 1989), ISBN 0-393-02705-8
- Full House: The Spread of Excellence From Plato to Darwin (Harmony Books, 1996), ISBN 0-517-70394-7 (objavljeno izvan Sjeverne Amerike kao Life's Grandeur: The Spread of Excellence From Plato to Darwin (Jonathan Cape Ltd, 1996), ISBN 0-099-89360-6)
- Questioning the Millennium: A Rationalist's Guide to a Precisely Arbitrary Countdown (Harmony, 1997); također objavljeno u bitno proširenom drugom izdanju (Harmony, 1999), ISBN 0-609-60541-0
- Rocks of Ages: Science and Religion in the Fullness of Life (Ballantine Books, 1999), ISBN 0-345-43009-3
- The Hedgehog, the Fox, and the Magister's Pox: Mending the Gap Between Science and the Humanities (Harmony, 2003), ISBN 0-609-60140-7

### Zbirke eseja iz časopisaNatural History
- Ever Since Darwin: Reflections in Natural History (Norton, 1977), ISBN 0-393-06425-5
- The Panda's Thumb: More Reflections in Natural History (Norton, 1980), ISBN 0-393-01380-4
- Hen's Teeth and Horse's Toes: Further Reflections in Natural History (Norton, 1983), ISBN 0-393-01716-8
- The Flamingo's Smile (Norton, 1985), ISBN 0-393-02228-5
- Bully for Brontosaurus (Norton, 1991), ISBN 0-393-02961-1
- Eight Little Piggies (Norton, 1994), ISBN 0-393-03416-X
- Dinosaur in a Haystack (Harmony, 1995), ISBN 0-517-70393-9
- Leonardo's Mountain of Clams and the Diet of Worms (Harmony, 1998), ISBN 0-609-60141-5
- The Lying Stones of Marrakech: Penultimate Reflections in Natural History (Harmony, 2000), ISBN 0-609-60142-3
- I Have Landed: The End of a Beginning in Natural History (Harmony, 2001), ISBN 0-609-60143-1

### Ostale zbirke eseja
- An Urchin in the Storm (Norton, 1987), ISBN 0-393-02492-X
- Triumph and Tragedy in Mudville: A Lifelong Passion for Baseball (Norton, 2003), ISBN 0-393-05755-0
- Paul McGarr, ed., The Richness of Life: A Stephen Jay Gould Reader (Jonathan Cape, 2006), ISBN 0-224-07607-8

## Vanjske poveznice
- Neslužbena arhiva o Stephenu Jayu Gouldu (eng.), sadrži mnoge Gouldove eseje i tekstove vezane za njega